# Рёланд, Крис
Крис Рёланд (швед. Chris Rörland; родился 27 декабря 1986, Фалун, Швеция) — шведский музыкант, ритм-гитарист и бэк-вокалист шведского хэви-пауэр-метал коллектива Sabaton (с 2012 года) и гитарист группы TME, бывший участник группы Nocturnal Rites.

## Биография
Родился 27 декабря 1986 года в шведском городке Фалун.
С 2010 года участвовал в шведской пауэр-метал-группе Nocturnal Rites, где был гитаристом. В 2012 году, перед началом тура Swedish Empire, был приглашён в группу Sabaton, в которой по сей день играет на ритм-гитаре и акустической гитаре, также исполняет бэк-вокальные партии.
Сотрудничал с прогрессив-метал коллективом Cronian, записав для их альбома Enterprise 2008 года партии лидер-гитары в трёх композициях.
Использует гитары компании ESP.